# Gault-Millau

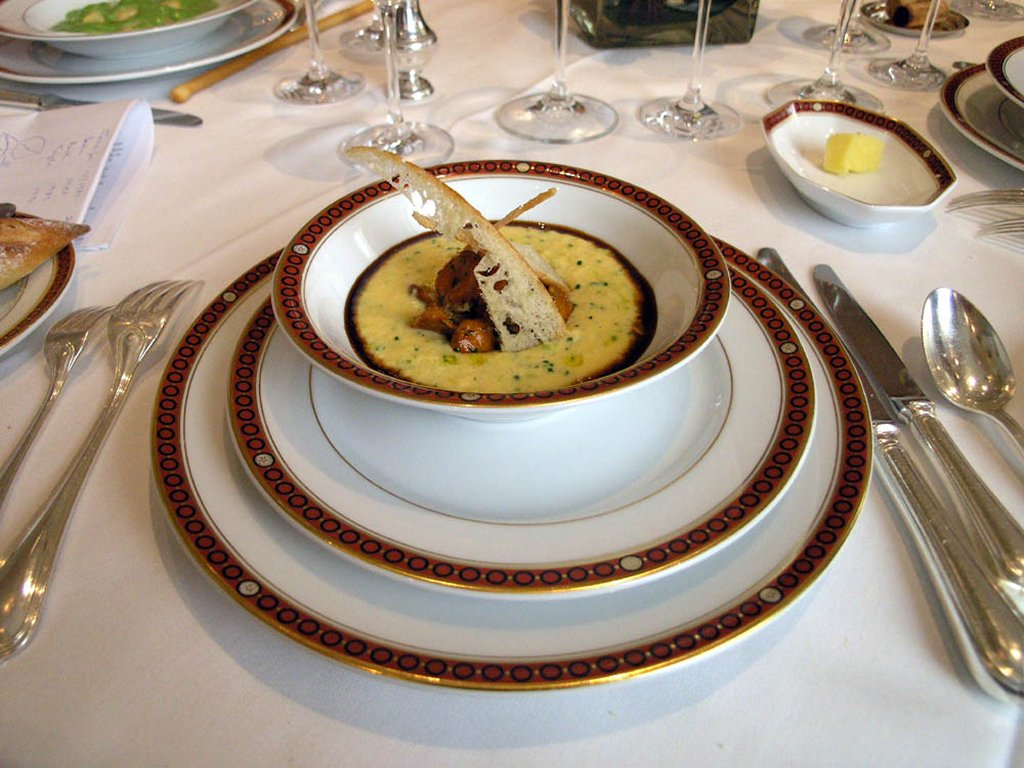
Nouvelle cuisine.

Henri Gault i Christian Millau són dos crítics gastronòmics francesos que van promoure el moviment francès de la nouvelle cuisine dels anys 1960 i 70. Era un tipus de cuina caracteritzat per les racions més petites que fins aleshores, que de vegades van arribar a ser ínfimes i objecte de burla; els sabors subtils obtinguts amb un gran nombre d'ingredients i salses de bases amb nata; presentacions barroques, sovint caracteritzades per les verduretes bullides en miniatura, i un cert snobisme (el concepte francès de "luxe") en un major o menor grau.

## Obra
- Gault-Millau Nos recettes préférées à la maison, Éditions n° 1, Paris, 1983 (francès)
- GaultMillau L'Encyclopédie du Goût per Christian Teubner, 2002 (francès)